# Lemps (Ardèche)
Lemps ist eine französische Gemeinde mit 798 Einwohnern (Stand 1. Januar 2022) im Département Ardèche in der Region Auvergne-Rhône-Alpes. Sie gehört zum Arrondissement Tournon-sur-Rhône und zum gleichnamigen Kanton Tournon-sur-Rhône. Die Bewohner nennen sich Lempsois und Lempsoises.
Sie grenzt im Nordwesten in Cheminas, im Norden an Sécheras, im Nordosten an Vion, im Osten an Gervans, im Südosten an Saint-Jean-de-Muzols, im Süden an Saint-Barthélemy-le-Plain und im Westen an Étables. Der westliche Zipfel der Gemeindegemarkung wird von der Rhône tangiert.

## Bevölkerungsentwicklung
| Jahr                       | 1962 | 1968 | 1975 | 1982 | 1990 | 1999 | 2008 | 2014 | 2020 |
| -------------------------- | ---- | ---- | ---- | ---- | ---- | ---- | ---- | ---- | ---- |
| Einwohner                  | 346  | 326  | 348  | 431  | 507  | 572  | 754  | 791  | 797  |
| Quellen: Cassini und INSEE |      |      |      |      |      |      |      |      |      |

## Sehenswürdigkeiten
- Schloss Chavagnac, heute Hotel
- Schloss Lemps
- Schloss Praron
- Kirche Saint-Blaise aus dem 19. Jahrhundert

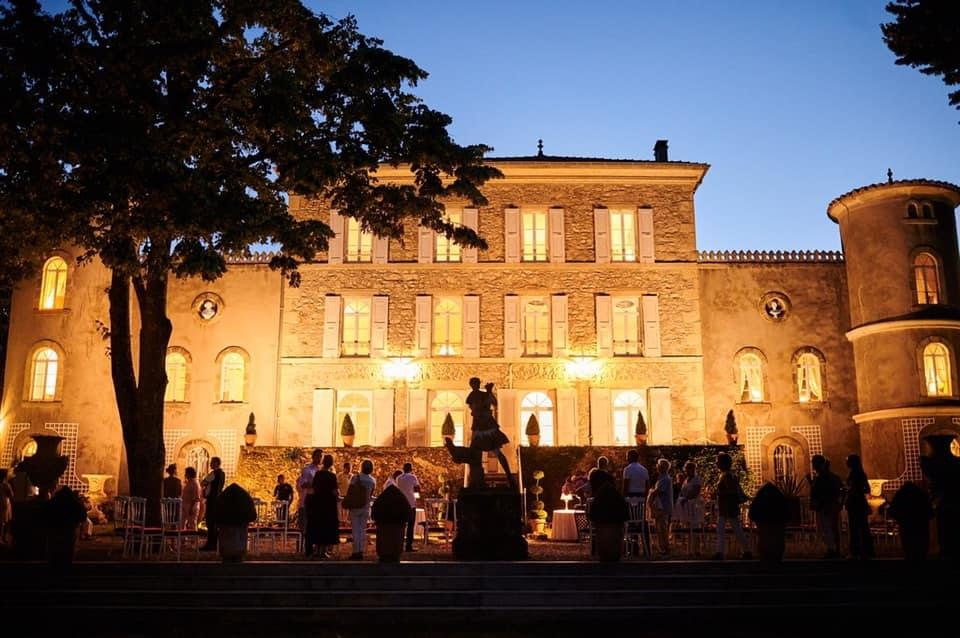
Schloss Chavagnac
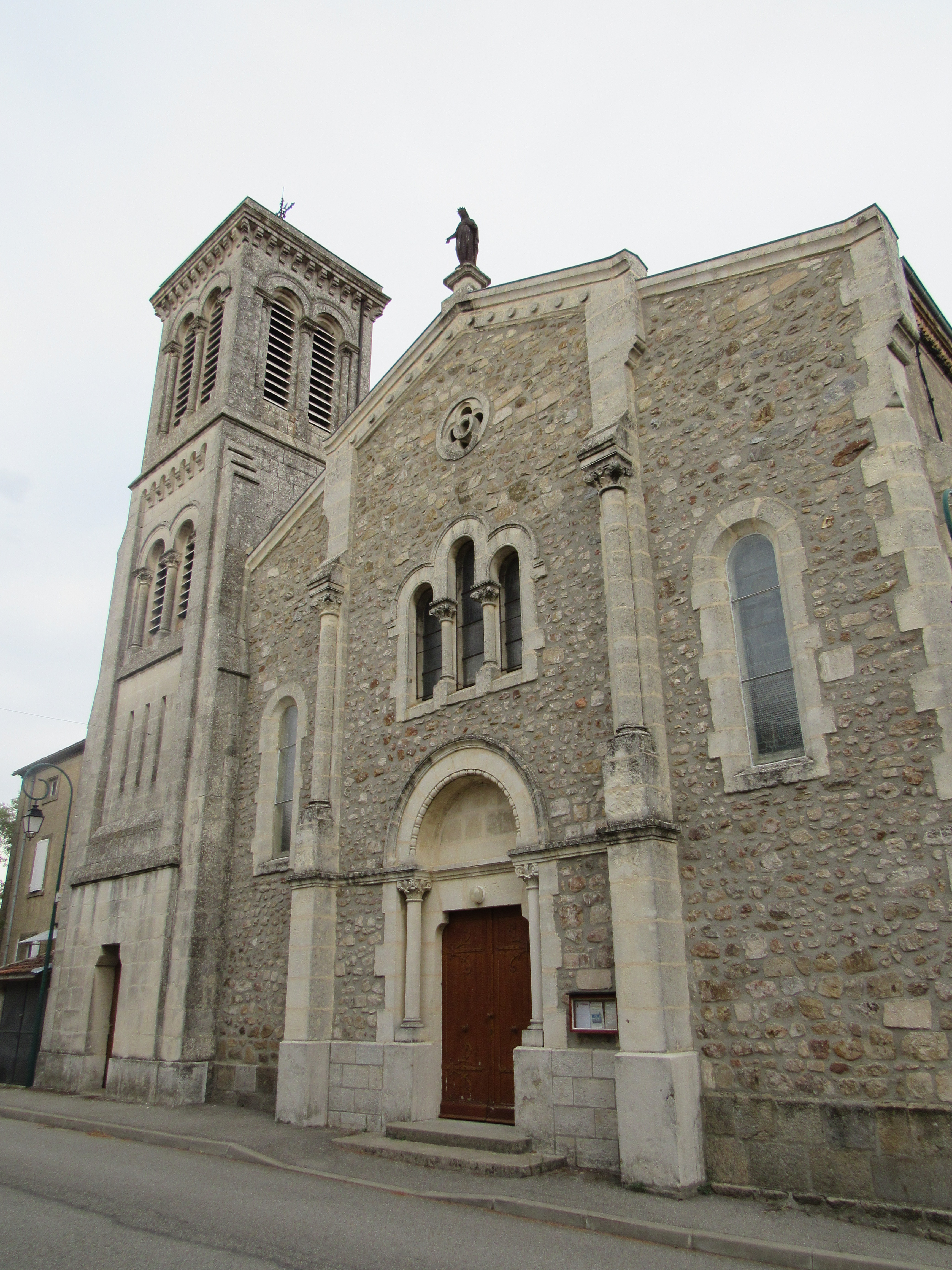
Kirche Saint-Blaise